# Gemeine Drachenwurz
Die Gemeine Drachenwurz (Dracunculus vulgaris, Synonym: Arum dracunculus L.), auch Schlangenwurz genannt, ist eine Pflanzenart in der Gattung Dracunculus in der
Familie der Aronstabgewächse (Araceae). Sie gehört zu den größten und während der Blütezeit auffälligsten europäischen Arten innerhalb der Familie der Araceae.
Im deutschen Sprachgebrauch versteht man unter „Drachenwurz“ oft die einheimische Sumpfkalla (Calla palustris).

## Beschreibung

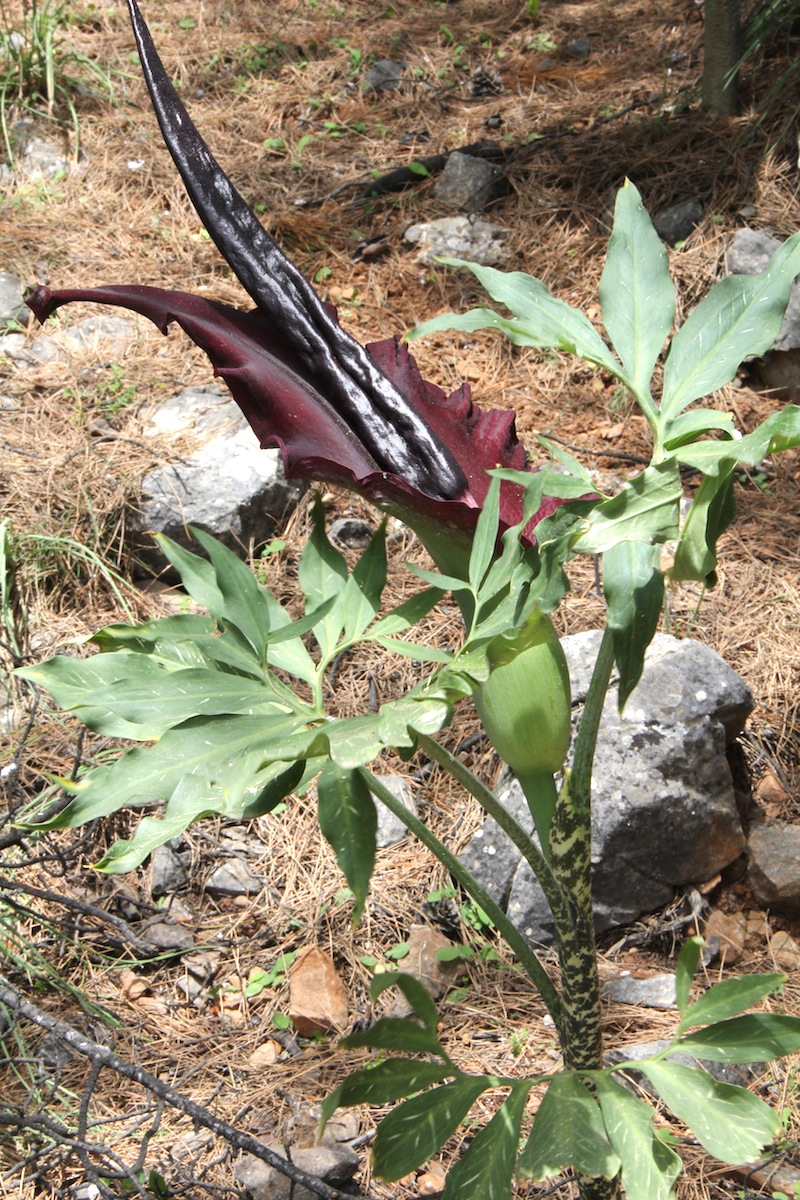
Am Standort auf Kreta

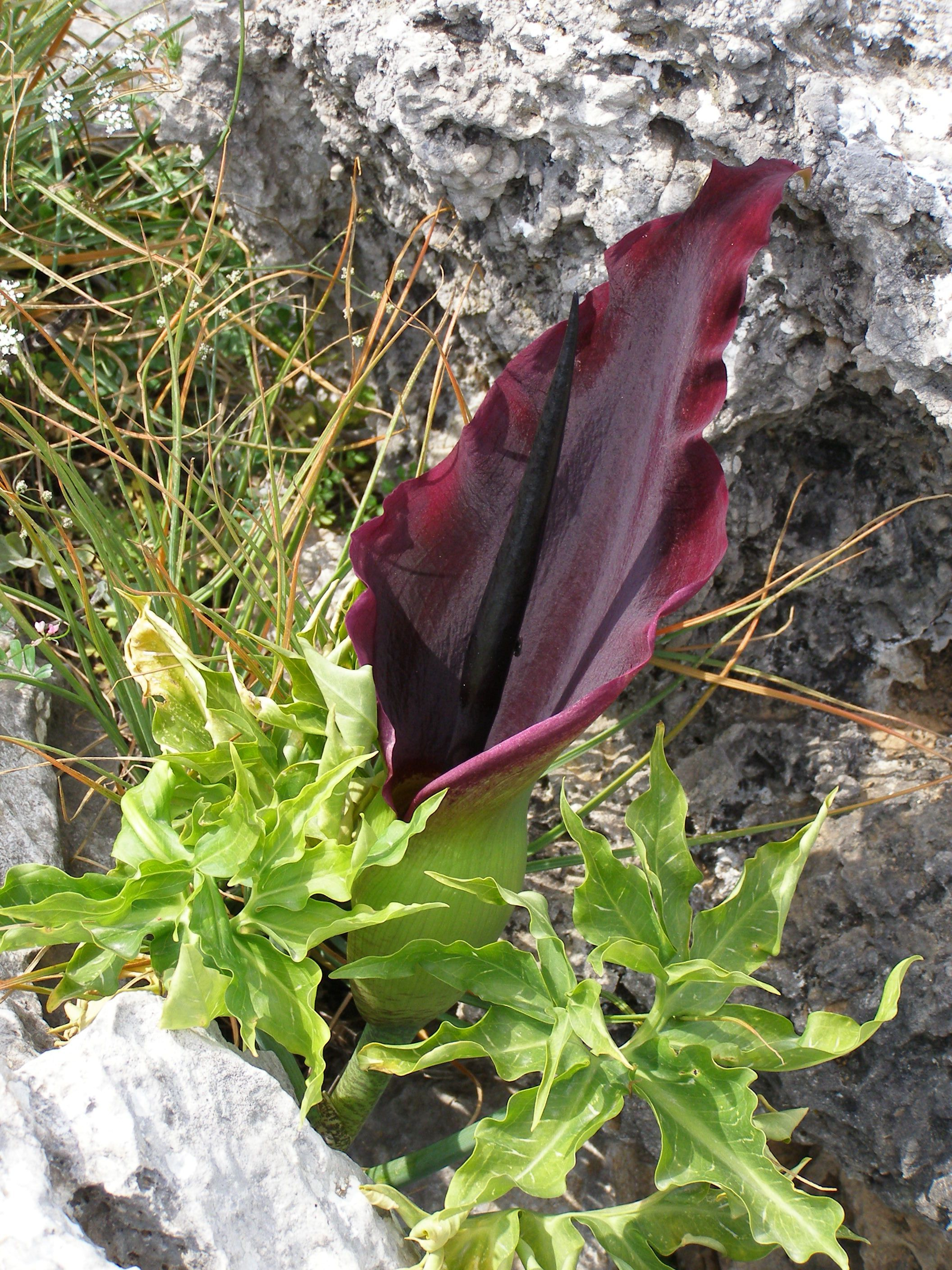
In felsigem Habitat

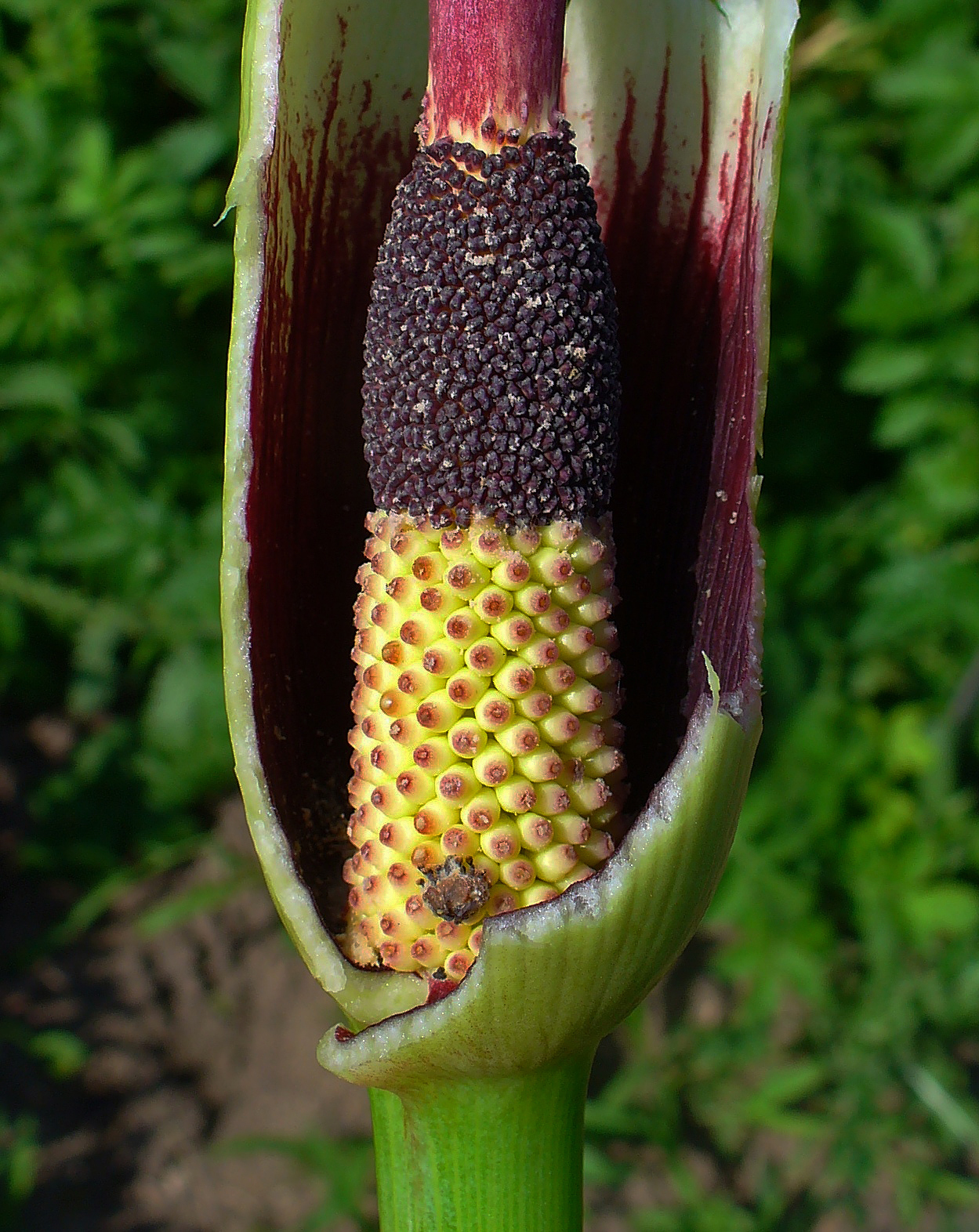
Blütenstand aufgeschnitten:
männliche Blüten (oben),
weibliche Blüten (unten)

### Vegetative Merkmale
Die Gemeine Drachenwurz wächst als schlanke bis kräftige ausdauernde krautige Pflanze und erreicht Wuchshöhen von 60 bis 120 Zentimeter. Sie bildet eine relativ große, abgeflacht-kugelige bis scheibenförmige Knolle als Überdauerungsorgan, mit einem etwas überstehenden bis etwas eingesunkenen Vegetationspunkt. Die in einer grundständigen Rosette angeordneten Laubblätter sind in Blattscheide, Blattstiel und Blattspreite gegliedert. Die langen Blattscheiden hüllen den Blütenstandsschaft ein. Die fußförmige Blattspreite ist in 9 bis 15 Abschnitte zerteilt. Diese mehr oder weniger flachen Blattabschnitte sind elliptisch oder länglich-lanzettlich, wobei der mittlere größer ist als die seitlichen. 

### Generative Merkmale
Auf einem stielrunden Blütenstandsschaft steht der für Aronstabgewächse typische Blütenstand mit Spatha (einzelnes Hochblatt) und Spadix (Kolben). Das relativ große Spatha besitzt einen gewellten Rand und eine innen dunkel-purpurfarbene, außen grünliche Farbe. Der untere Bereich der Spatha ist mehr oder weniger geschlossen. Der offene Bereich der Spatha ist anfangs aufrecht, krümmt sich aber bald zurück. Der obere, blütenlose, verdickte Abschnitt des Kolbens ist schwarz-violett gefärbt und überragt die Spatha meist. Die männlichen und weiblichen Blüten sind nur durch wenige unfruchtbare Blüten getrennt. Die männlichen Blüten enthalten drei bis vier Staubblätter mit kurzen Staubfäden. Die länglichen bis länglich-spindelförmigen Fruchtknoten sind einkammerig und enthalten nur einige Samenanlagen. Der Blütenstand verströmt einen intensiven Aasgeruch, um Insekten anzulocken. 
Der Fruchtstand enthält einige bis viele verkehrt-eiförmige Beeren, die wenige Samen enthalten. Die kugelig-eiförmigen Samen sind etwas seitlich abgeflacht und kantig mit runzeliger Samenschale (Testa).

### Chromosomenzahl
Die Chromosomenzahl beträgt 2n = 28, seltener 32.

## Vorkommen
Die Gemeine Drachenwurz ist im östlichen Mittelmeergebiet beheimatet und kommt westlich bis Korsika und Sardinien vor. Sie ist auf dem Balkan, den ägäischen Inseln, auf Kreta und im Südwesten der Türkei weit verbreitet. Sie kommt ursprünglich vor im nordöstlichen Algerien, Libyen, in Korsika, Sardinien, Sizilien, Italien, in Slowenien, Kroatien, Nordmazedonien, Albanien, Griechenland, Bulgarien, Kreta, in der Ägäis und in der Türkei. In Portugal, Großbritannien, Frankreich und in der Schweiz ist sie ein Neophyt. Im Kosovo ist die Ursprünglichkeit fraglich. Sie wächst in Wäldern und Gebüschen auf nährstoffreichen, feuchten Standorten.
Die ökologischen Zeigerwerte nach Landolt et al. 2010 sind in der Schweiz: Feuchtezahl F = 2 (mäßig trocken), Lichtzahl L = 3 (halbschattig), Reaktionszahl R = 3 (schwach sauer bis neutral), Temperaturzahl T = 5 (sehr warm-kollin), Nährstoffzahl N = 3 (mäßig nährstoffarm bis mäßig nährstoffreich), Kontinentalitätszahl K = 2 (subozeanisch).
Die Gemeine Drachenwurz wird kultiviert und ist stellenweise verwildert.

## Geschichte
Bei den Autoren der europäischen Antike (Dioskurides, Plinius und Galen) wurden Heilpflanzen mit den Namen arum und dracontium in engem Zusammenhang beschrieben. Diese Pflanzen wurden später als Arum maculatum - Aronstab und Dracunculus vulgaris - Gemeine Drachenwurz gedeutet.

## Taxonomie und Systematik
Die Gemeine Drachenwurz 1753 von Carl von Linné in Species Plantarum, Tomus II, S. 964 als Arum dracunculus erstpubliziert. In der Gattung Dracunculus konnte diese Artepithet keine Verwendung finden. So wurde 1832 von Heinrich Wilhelm Schott in Schott & Endlicher: Meletemata Botanica, Band 1, S. 17 der Name Dracunculus vulgaris publiziert. Synonyme von Dracunculus vulgaris Schott sind Dracunculus creticus Schott, Dracunculus vulgaris var. creticus (Schott) Nyman und Dracunculus vulgaris subsp. creticus (Schott) K.Richt.
Außer der Gemeinen Drachenwurz gibt es in der Gattung Dracunculus nur noch die Art: Kanarische Drachenwurz (Dracunculus canariensis Kunth). Sie kommt in Madeira und auf den Kanaren-Inseln Teneriffa, Gran Canaria, La Palma, Fuerteventura, Gomera und Hierro vor.

## Bilder

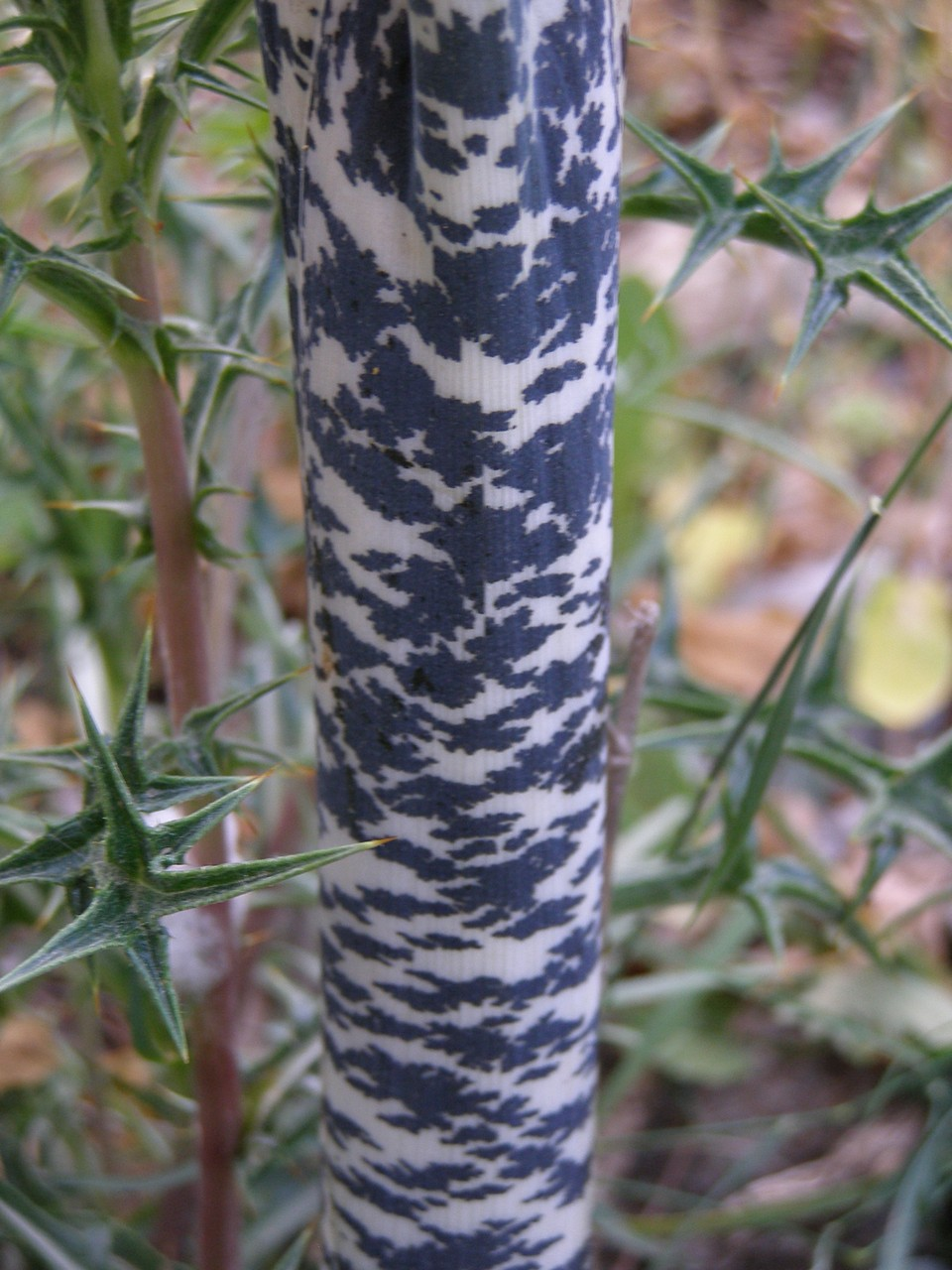
Stängel mit charakteristischer Zeichnung
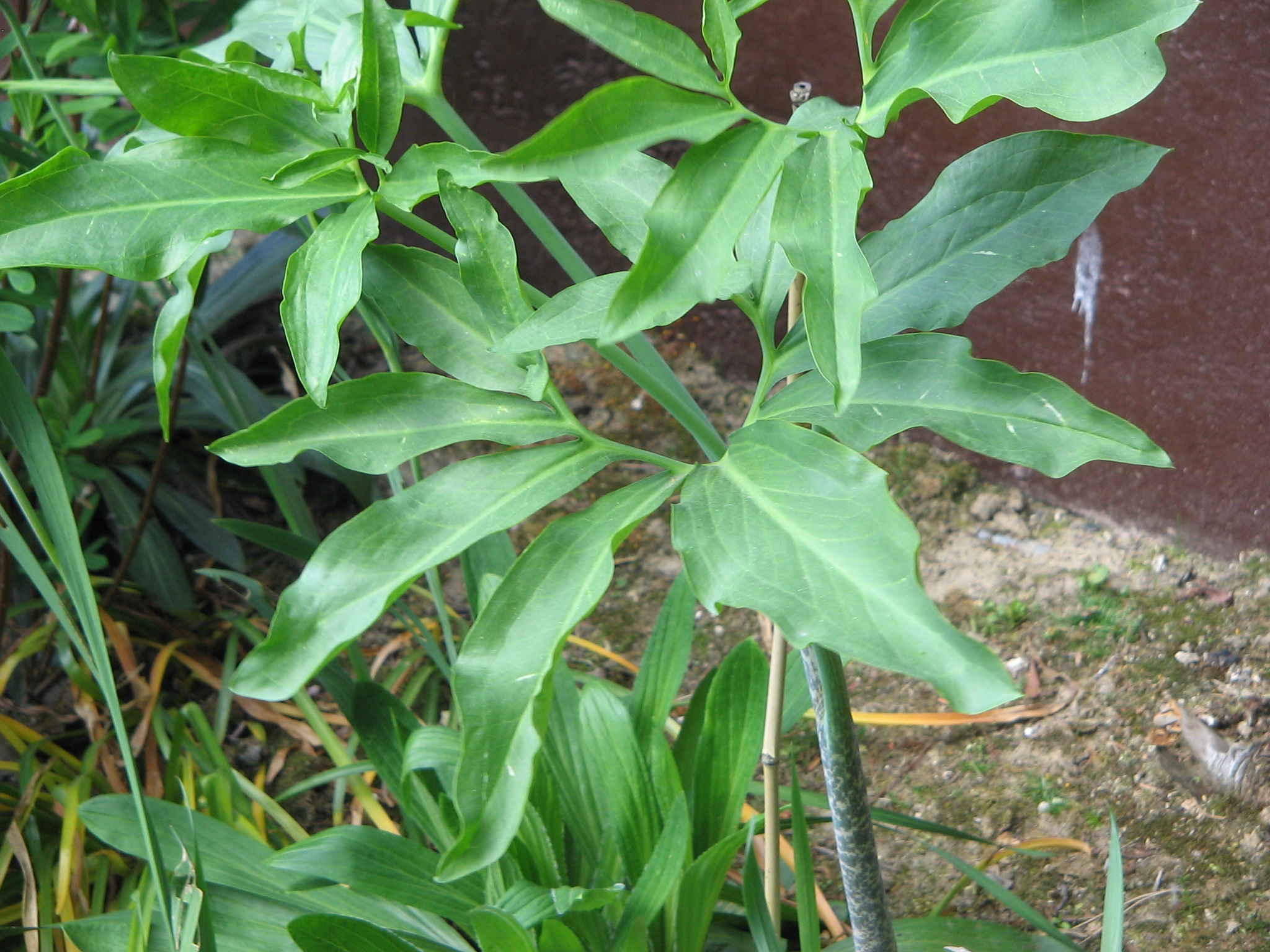
Laubblatt
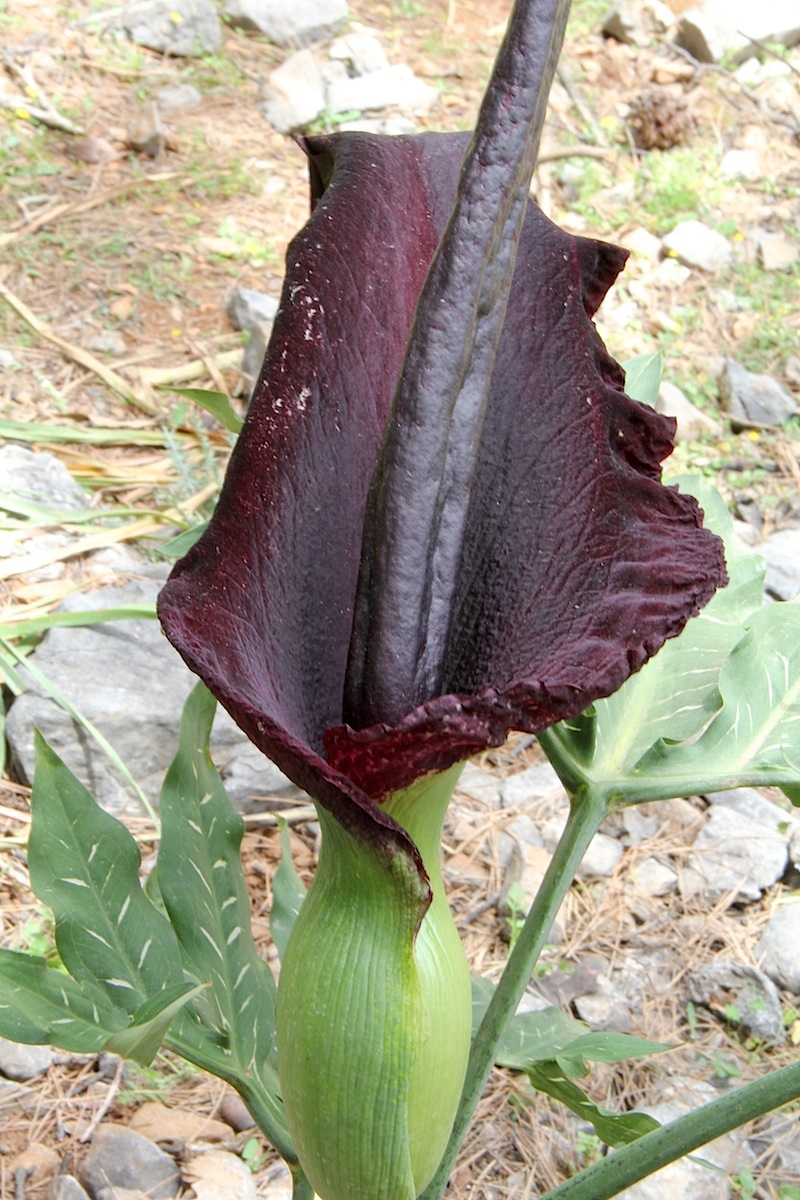
Blütenstand
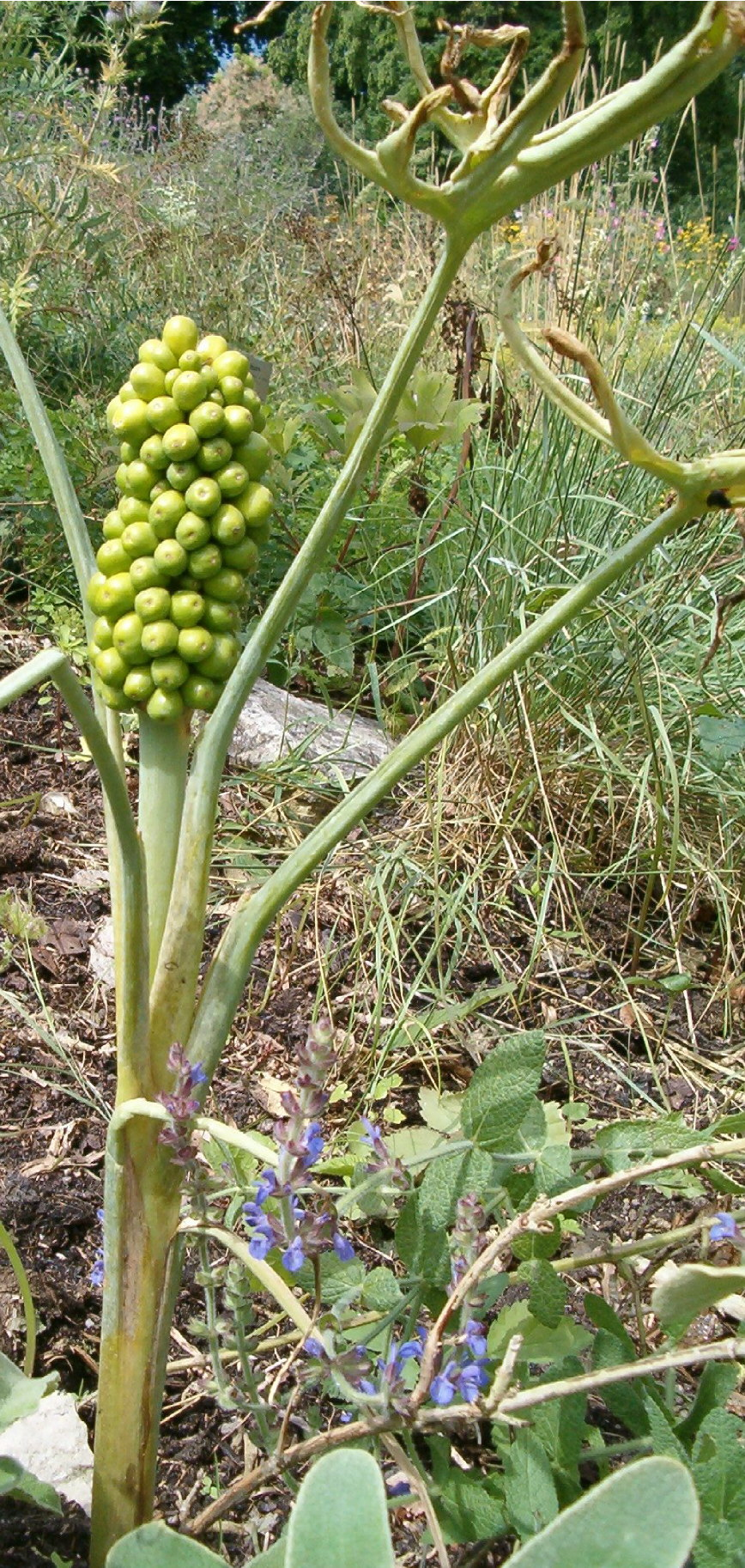
Junger Fruchtstand
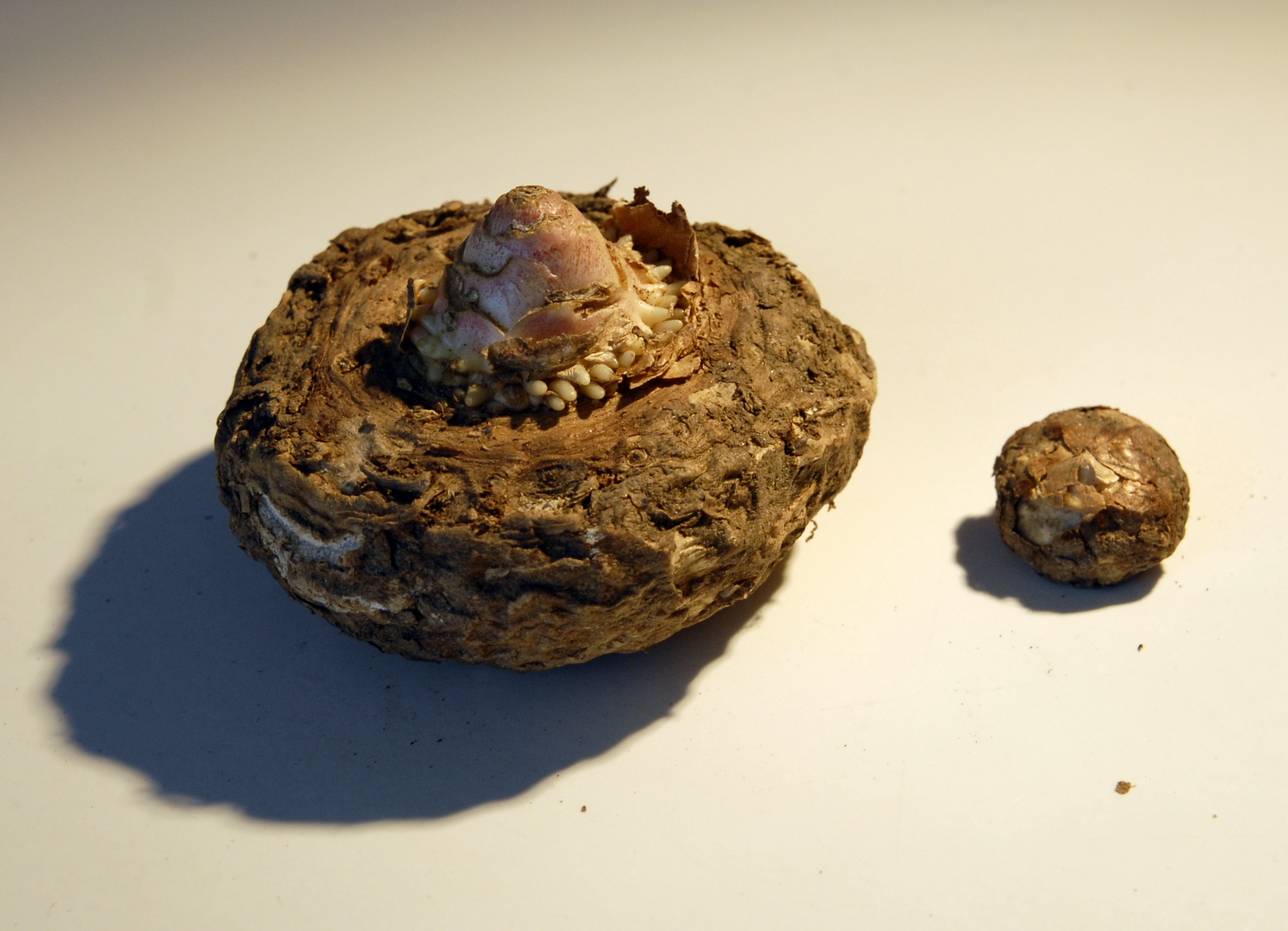
Knolle